# Кулики (Богдановицький міський округ)
Кулики́ (рос. Кулики) — село у складі Богдановицького міського округу Свердловської області.
Населення — 113 осіб (2010, 101 у 2002).
Національний склад станом на 2002 рік: росіяни — 96 %.